# Lê Hồng Phong
Lê Hồng Phong (* 1902; † 1942) war ein hochrangiger Funktionär der im Untergrund operierenden Kommunistischen Partei Indochinas während der Französischen Kolonialzeit. Er führte die Partei als Generalsekretär des im Ausland weilenden Zentralkomitees. Er wurde 1941 von den französischen Behörden verhaftet und starb 1942 in französischer Haft an Folter.

## Hintergrund und Werdegang
Le Hong Phong stammte aus der Provinz Nghe An. Er arbeitete als junger Erwachsener in einer Autowerkstatt. Als Achtzehnjähriger schloss er sich der nationalistischen Modernisierungsbewegung des militanten Nationalisten Phan Bội Châu an. 1924 schloss er sich in Südchina der nationalistischen Bewegung der Tam Tam Xa sowie ein Jahr später der kommunistischen Revolutionären Jugendliga (Than Nienh) von Ho Chi Minh an. Ab 1926 studierte er an der Whampoa-Militärakademie und wurde im Anschluss zur weiteren Ausbildung in die Sowjetunion geschickt. In der Sowjetunion besuchte er eine militärische Fliegerschule und diente als Verbindungsmann zwischen der Kommunistischen Internationale und Ho Chi Minh.

## Parteiführung
Nachdem Ho Chi Minh 1931 in Hong Kong verhaftet worden war, rückte Le Hong Phong nach seiner Rückkehr aus der UdSSR zur zentralen Führungsfigur der Partei auf. In dieser Funktion nahm er 1935 am 7. Kongress der Komintern in Moskau teil.
Er wurde 1940 in Französisch-Indochina von den Kolonialbehörden festgenommen. Er starb auf der Gefängnisinsel Poulo condore 1942 aufgrund von Folter. Seine Frau Nguyễn Thị Minh Khai wurde ebenso 1940 verhaftet und 1941 zum Tode verurteilt und hingerichtet.

## Andenken
Während des Indochinakriegs benannten die Viet Minh zwei große Militäroperationen nach Le Hong Phong.